# Unie obhájců České republiky
Unie obhájců České republiky, z. s., je dobrovolný nepolitický profesní spolek sdružující advokáty působící především v trestních věcech. Spolek byl založen 10. května 2014 a stojí mimo Českou advokátní komoru.

## Cíle a účel unie
Cílem Unie je dohled nad zákonností a dodržováním základních práv a svobod garantovaných ústavním pořádkem České republiky a respektováním přirozených práv člověka a poskytování ochrany před porušováním, poškozováním a krácením těchto práv a svobod v trestním řízení, zejména práva na obhájce dle čl. 40 odst. 3 Listiny základních práv a svobod, chrání zájmy a práva všech osob včetně obhájců působících na území České republiky.
Mezi hlavní činnosti spolku patří příprava odborných stanovisek a jejich vydávavání. Ve svých stanoviscích upozorňuje na případy porušování základních práv a svobod a nezákonnost postupu orgánů činných v trestním řízení, iniciuje aktivity proti porušování základních práv a svobod v trestním řízení. Unie obhájců je financována z příspěvků svých členů.

## Členství v unii
Řádným členem spolku se může stát advokát nebo usazený evropský advokát ve smyslu zákona č. 85/1996 Sb., o advokacii, v platném znění, jehož výkon advokacie není pozastaven.

## Orgány unie
Orgány spolku jsou
- členská schůze
- prezidium
- kontrolní komise
- rozhodčí komise

## Prezidium a zakládající členové
Prezidium je statutárním orgánem spolku, který řídí činnost spolku a jedná jeho jménem v souladu se zákonem. Členové prezidia Unie obhájců ČR a zakládající členové jsou JUDr. Tomáš Sokol, Mgr. Lukáš Trojan, JUDr. Marek Nespala, JUDr. Petr Toman, prof. JUDr. Bc. Tomáš Gřivna, Ph.D., JUDr. Filip Seifert, MBA, a JUDr. Václav Vlk. Většina z nich tehdy zastupovala aktéry tzv. Kauza Nagyová.

### Prezident
- od 2014 JUDr. Tomáš Sokol

### Viceprezidenti
- prof. JUDr. Bc. Tomáš Gřivna, Ph.D.
- Mgr. Lukáš Trojan